# Rodewald
Rodewald è un comune di 2.610 abitanti della Bassa Sassonia, in Germania.
Appartiene al circondario (Landkreis) di Nienburg (Weser) (targa NI) ed è parte della comunità amministrativa (Samtgemeinde) di Steimbke.
Il comune fu istituito il 1º aprile 1969 con l'unione dei dissolti comuni di Rodewald mittlere Bauerschaft, Rodewald obere Bauerschaft e Rodewald untere Bauerschaft.